# Rádio São Vicente
A Rádio São Vicente é uma estação de rádio portuguesa com sede em São Vicente, na Madeira. E opera na frequência 99.0 MHz FM.